# Anthomyia maculigena
Anthomyia maculigena är en tvåvingeart som beskrevs av Stein 1913. Anthomyia maculigena ingår i släktet Anthomyia och familjen blomsterflugor. Inga underarter finns listade i Catalogue of Life.